# Scheidstöckli
Scheidstöckli är en bergstopp i Schweiz.   Den ligger i kantonen Glarus, i den östra delen av landet, 120 km öster om huvudstaden Bern. Toppen på Scheidstöckli är 2 810 meter över havet, eller 80 meter över den omgivande terrängen. Bredden vid basen är 0,21 km.
Terrängen runt Scheidstöckli är huvudsakligen bergig, men åt nordost är den kuperad. Närmaste större samhälle är Glarus, 18,4 km norr om Scheidstöckli. 
Trakten runt Scheidstöckli består i huvudsak av gräsmarker. Runt Scheidstöckli är det glesbefolkat, med 11 invånare per kvadratkilometer.